# 서울 흥천사 극락보전 신중도
흥천사 극락보전 신중도(興天寺 極樂寶殿 神衆圖)는 대한민국 서울특별시 성북구 소재 흥천사에 있는 조선 시대의 신중도이다.
2017년 6월 8일 서울특별시의 유형문화재 제407호로 지정되었다.

## 개요
불교의 제석천(帝釋天) 및 범천(梵天)과 위타천(韋駄天)을 중심으로 주위로 많은 권속들이 배치된 군도 형식의 제석범천천룡신중도(帝釋梵天天龍圖)로서, 가로로 길어진 크기의 화면을 위아래로 나누어 윗부분에는 제석·범천 등 천부 세계를 표현하고, 하단에는 위태천을 중심으로 각종 무구로 무장한 천룡부를 나타내고 있다. 그림 전반에 걸쳐 촛농 등 오염이 보이고 안료의 산화와 박락이 심하다. 위타천 투구 및 권속들의 구슬장식과 천룡부(天龍部) 상들의 무기와 관모, 지물, 천동(天童)과 천녀(天女)의 지물 등에 부분적으로 고분법(高粉法)이 사용되었다.
화기(畵記)는 화면 하단에 횡으로 길게 마련되어 있는데 하단부가 검게 변하여 일부 판독이 불가하며, 중간부가 찢어져 훼손되어 있다.
󰡐光緖十一□年 乙酉五□□五日極□□畵成神衆幀□□幀甘露□幀 四𨋀點□眼 □□二十三日… …主上殿下□全 □州 李氏玉□體 □□聖壽萬□歲 王妃殿下□驪 □興 閔氏玉體□□聖壽齊□年 世子邸□下 □全 □州 李氏寶□體 □□聖壽□千 □秋 嬪宮邸□下 □驪 □興 閔氏貴□□□聖壽長□…金魚 片□手 大虛體□訓 碧 㶏□誌 □閑 比丘肯□法 比丘 妙□… …施主□秩 尙宮淸□信 □女 □亥生金□氏 □保 □體 尙宮□戌生洪氏□□月保體…

남아있는 화기 내용으로 보아 광서(光緖) 11년인 1885년 대허체□훈(大虛體□訓)이 책임화승을 맡고 벽독□지□한(碧㶏□誌□閑), 비구 구□법(肯□法), 비구 사□(妙□) 등이 보조화승으로 동참하여 조성되었으며 감로왕도 등과 함께 네 폭을 그려 봉안하였음을 알 수 있다. 19세기 후반～20세기 전반 활약했던 서울-경기 지역의 대표적 화승 중 한 명인 비구 긍법(肯法)에 의해 조성된 왕실발원 불화로 짐작된다. 한편 대표 시주자로 상궁 김씨와 상궁 홍씨가 참여하고 있는 것으로 보아 고종황제와 명성왕후 민씨, 순종과 순명효황후 민씨 등 왕실의 안녕을 기원하는 왕실발원 불화로 짐작된다.
둥근 머리 광배와 장방형 몸 광배를 구비한 윗부분 왼편의 제석천은 궁중복식 모양의 법의를 착용한 채 두 손으로는 흰색 연꽃가지를 받쳐 들고 있으며, 제석천과 대칭하여 위치한 범천 또한 제석천과 거의 유사한 모습에 백색 모란화 가지를 들고 있다. 제석·범천 주위로는 중앙을 향해 두 손을 모아 홀(笏)을 들고 있는 일월대신(日月大臣) 및 일궁천자(日宮天子)와 월궁천자(月宮天子)를 비롯하여 중앙 쪽에는 향로와 과일을 받쳐 든 천녀를 비롯하여 생황·피리 ·현악기 등을 연주하는 주악 동남·동녀를 그려 넣었다. 그리고 제석·범천 좌우 바깥쪽으로는 개산(傘蓋)와 당번(幢幡) 및 당(幢)과 선(扇)을 든 천녀 등이 빽빽하게 배치되어 있다. 맨 위쪽 상단에는 하늘 공간을 표현하였다. 턱이 둥글어진 모양의 얼굴을 한 제석천과 범천을 위시하여 천녀, 동남․ 동녀 등의 경우 정교한 세필을 사용하여 상호를 표현하고 피부색을 밝게 처리하여 부드러우면서 아름다운 느낌이다.
이와 대조적으로 아랫부분에 깃털 모양의 장식이 있는 투구를 쓴 무장 모습의 위타천을 중심으로 좌우로 천룡부 상들이 배치되어 있다. 위타천은 배를 약간 내민 채 몸을 틀고 서서 두 손으로 삼지창을 짚고 있으며, 위타천 좌우로는 탕건을 쓰고 깃털부채를 든 상(산신으로 불림)과 어깨에 책을 걸쳐 든 상(조왕신로서으로 불림), 갑옷을 입고 청룡언월도(靑龍偃月刀)와 죽절형 무구 및 검 등으로 무장한 천룡부 신중상이 배치되어 있다. 흥미로운 점은 위태천 왼편에 서서 오른쪽을 향하고 있는, 위쪽으로 붉고 푸른 머리칼에 입을 벌린 채 이를 드러내고 눈을 부라린 근육질형 형상이 보이는데, 예적금강 같은 모습을 하였다. 한편 천룡부의 상들은 대개 상단 천부계의 상들과는 다르게 피부 빛깔이 갈색조를 띠고 부라린 눈에 턱수염과 구레나룻이 덥수룩하며 갑옷에 무장을 하였다.
채색은 적색과 녹색이 주조색을 이루는 가운데 하늘색 계열의 밝은 청색 이 사용되었으며, 위태천의 투구 및 갑옷과 삼지창, 검과 각종 기물 등에 고분법을 적용하고 금(색)을 올려 탁해진 적색과 짙고 어두운 암록색의 화면에 경쾌함을 불어 넣어준다.
이 신중도의 경우 흥천사 만세루에 봉안되어 있는 1890년 작 흥천사 만세루 신중도(제석범천천룡도)와 색채만 약간 차이가 있을 뿐 공간배치 및 도상이 거의 일치하고 있음을 볼 수 있는데, 이는 극락보전 신중도 조성 시의 참여화승 가운데 일부가 만세루 신중도 조성시에도 동참하고 있다는데 그 이유가 있으며 영향을 주었다고 하겠다. 흥천사 극락보전 신중도는 판독에 약간의 문제가 있기는 하나 조성연대 와 조성화승 파악이 가능함은 물론, 왕실발원 불화로서 1890년 조성된 흥천사 만세루 신중도와의 직접적인 영향관계 및 화풍 파악에 있어 자료적 가치가 있다고 하겠다. 특히 동참화승 긍법의 경우 19세기 후반에서 20세기 전반에 활약하였던 서울·경기지역의 대표적 화승으로서 그 의미가 있다고 하겠다.

## 참고 자료
- 흥천사 극락보전 신중도 - 국가유산청 국가유산포털